# 比利时皇家美术博物馆

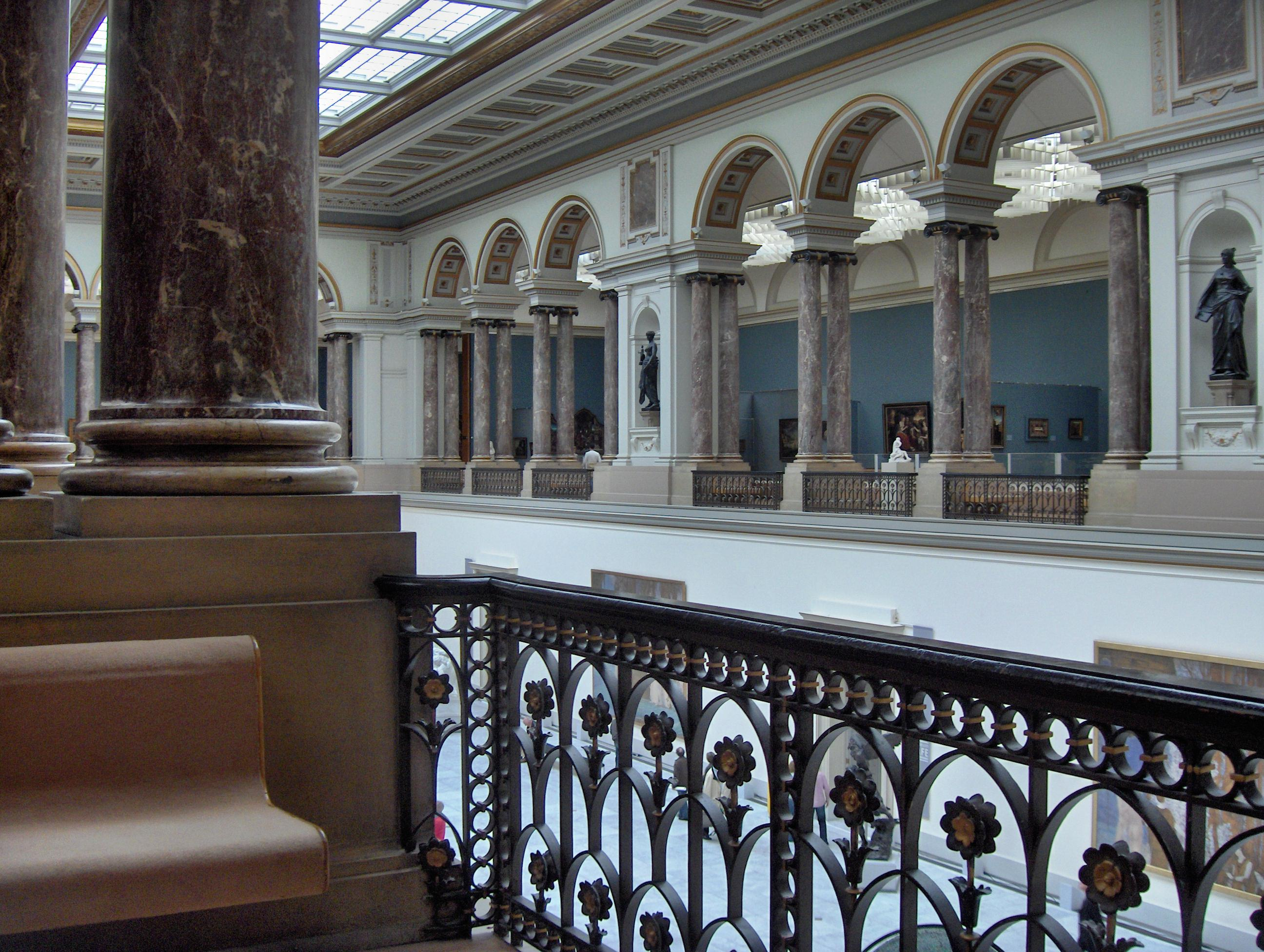
顶层风景

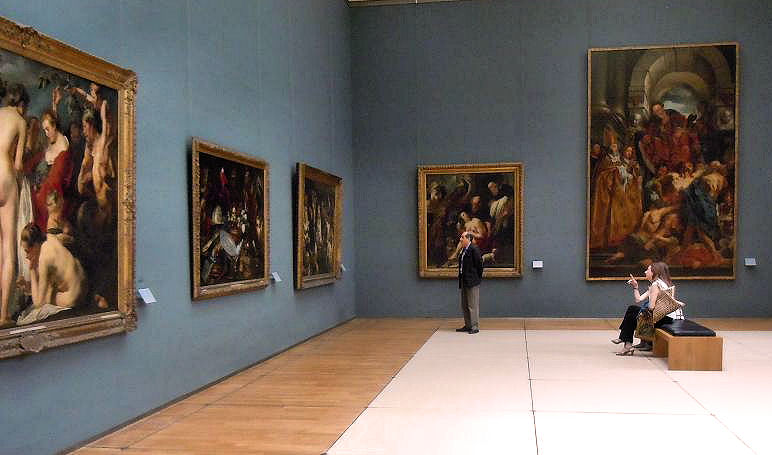
雅各布·约尔丹斯画室

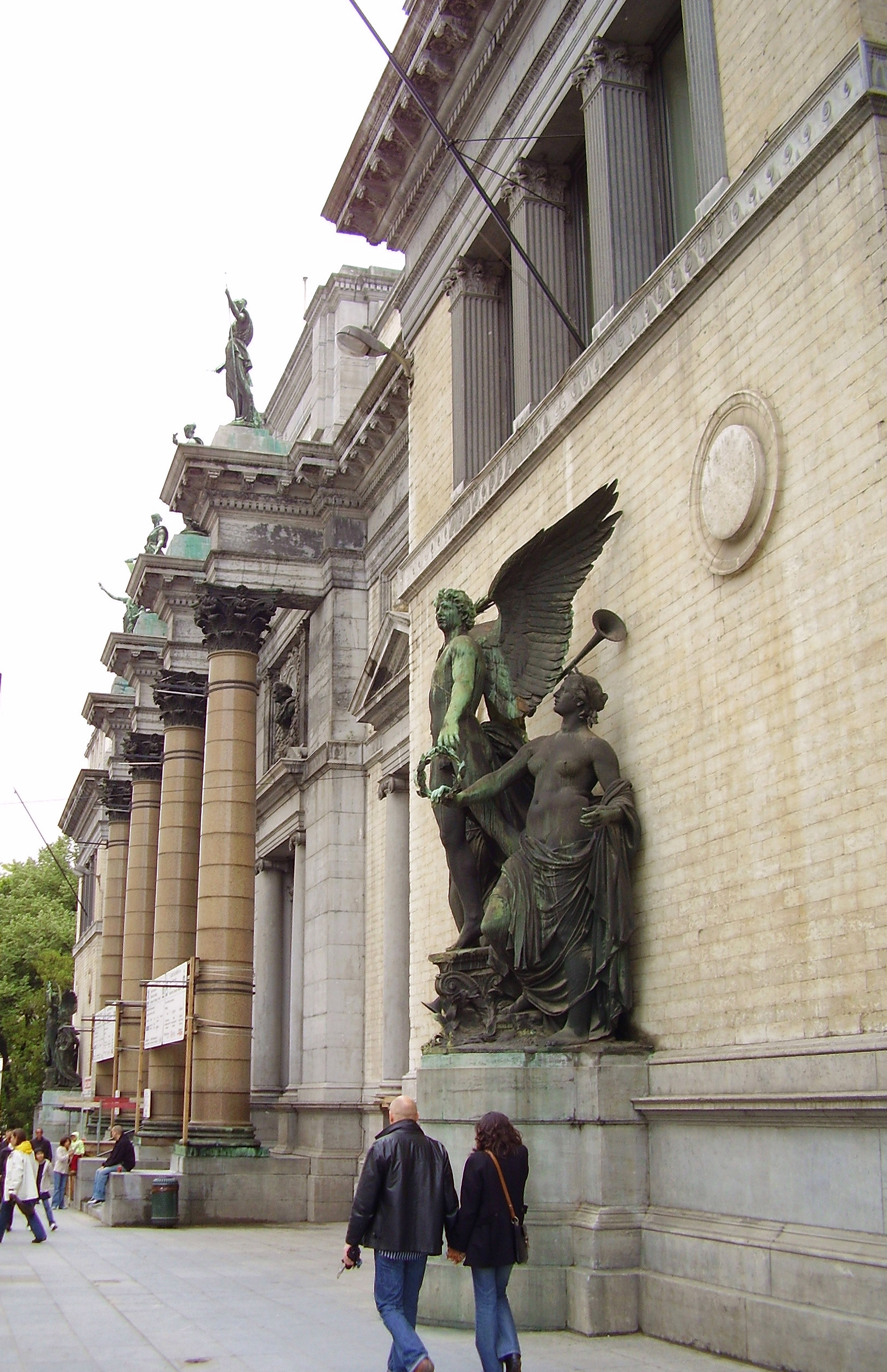
比利时皇家美术博物馆

比利时皇家美术博物馆（荷蘭語：Koninklijke Musea voor Schone Kunsten van België）是比利时重要的美術类博物馆。

## 历史
该组博物馆包括：
- 古代艺术博物馆
- 现代艺术博物馆
- 康斯坦丁·默尼耶博物馆
- 安东尼·维尔茨博物馆
- 馬格里特博物館
- 世纪之交博物馆

它坐落于首都布鲁塞尔的市区考登山（Coudenberg）。有六座博物馆与本博物馆相联系，其中两座（古代艺术博物馆和现代艺术博物馆）在主楼内。
本馆拥有超过兩萬件可溯至15世纪至今的绘画，雕刻，以及油画。该馆弗拉芒油画（Flemish painting）收藏丰富，其中有老彼得·布呂赫爾、罗希尔·范德魏登、罗伯特·康平、安东尼·范戴克、雅各布·约尔丹斯等名家的油画。该馆亦以其“鲁本斯廳”为榮，该室藏有超过20幅鲁本斯油画。该馆也藏有雅克-路易·大卫创作的著名油画《马拉之死》。
该馆常年更换展览。例如2007年2月，该馆推出了比利时艺术家莱昂·斯皮利亚特（Leon Spilliaert）展览和一个弗拉芒油画中的圣诞食品展示。
康斯坦丁·默尼耶博物馆（Museum Constantin Meunier）和安东尼·维尔茨博物馆（Antoine Wiertz Museum）是献给特定的比利时艺术家的更小的博物馆，座落在城市的其他地方。
馬格里特博物館是以雷內·馬格利特名字命名的博物馆，于2009年6月開幕。因此许多比利时超现实主义的油画作品在这之前不再在本馆展出。
世纪之交博物馆是2013年12月6日开幕的美术馆，主要收录印象派和新艺术运动风格的画作。